# Chaulieu (Manche)
Pour les articles homonymes, voir Chaulieu.
Chaulieu est une commune française, située dans le département de la Manche en région Normandie, peuplée de 287 habitants.

## Géographie
Inclus dans la Manche, la commune est à la croisée des trois départements bas-normands. Elle est aussi aux confins du Mortainais, du Bocage virois et du Bocage flérien. Le bourg de Saint-Martin est à 5,5 km à l'est de Sourdeval, à 12 km à l'ouest de Tinchebray, à 13 km au sud de Vire et à 16 km au nord-est de Mortain.
Le territoire est également partagé entre les bassins de trois fleuves : la Vire qui prend sa source en limite au nord, la Sée par l'un de ses premiers affluents à l'ouest et la Loire par un sous-affluent de 3e ordre, l'Égrenne qui prend également sa source en limite, mais à l'est. Le point triple de contact entre ces trois versants majeurs (Baie du Mont-Saint-Michel, Baie de Seine, et Golfe de Gascogne) se situe près du carrefour entre les routes D83 et D498 à proximité du lieu-dit "Les cavées", par 48° 44' 33" N et 0° 51' 33" W.
La moitié ouest du territoire communal est drainée par deux affluents de la Sée dont l'Yeurseul qui fait fonction de limite, tandis qu'un des premiers affluents de la Vire, le ruisseau de Maisoncelles, collecte les eaux du nord, enfin, une partie au sud-est se déverse dans l'Egrenne.
Le point culminant de la Manche (368 m) est situé à proximité du bourg de l'ancienne commune de Saint-Martin-de-Chaulieu. Le point communal le plus bas (243 m) correspond à la sortie de l'Égrenne du territoire, au sud-est. La commune est bocagère.
| Vire-Normandie (comm. dél. de Saint-Germain-de-Tallevende-la-Lande-Vaumont, Calvados) | Vire-Normandie (comm. dél. de Saint-Germain-de-Tallevende-la-Lande-Vaumont et Maisoncelles-la-Jourdan, Calvados) | Vire-Normandie (comm. dél. de Maisoncelles-la-Jourdan, Truttemer-le-Grand et Truttemer-le-Petit, Calvados) |
| Sourdeval (comm. dél. de Vengeons)                                                    | Chaulieu | Saint-Christophe-de-Chaulieu (Orne)                                                                        |
| Sourdeval                                                                             | Sourdeval | Sourdeval                                                                                                  |

### Hydrographie
La commune est traversée par la ligne de partage des eaux entre les bassins hydrographiques Seine-Normandie et Loire-Bretagne. Elle est drainée par la Vire, l'Égrenne, le ruisseau de Maisoncelles, le cours d'eau 01 de la Moignerie, le cours d'eau 01 des Brières, le cours d'eau 02 des Hauts Champs, le cours d'eau 04 de la commune de Sourdeval, le fossé 01 de la commune de Chaulieu, le fossé 05 de la commune de Chaulieu et l'Yeurseul,,.
La Vire, d'une longueur de 128 km, prend sa source dans la commune de Vire Normandie et se jette  dans la baie de Seine en limite d'Osmanville et de Carentan-les-Marais, après avoir traversé 27 communes. 
L'Égrenne, d'une longueur de 37 km, prend sa source dans la commune  et se jette  dans la Varenne à Saint-Mars-d'Égrenne, après avoir traversé dix communes. 

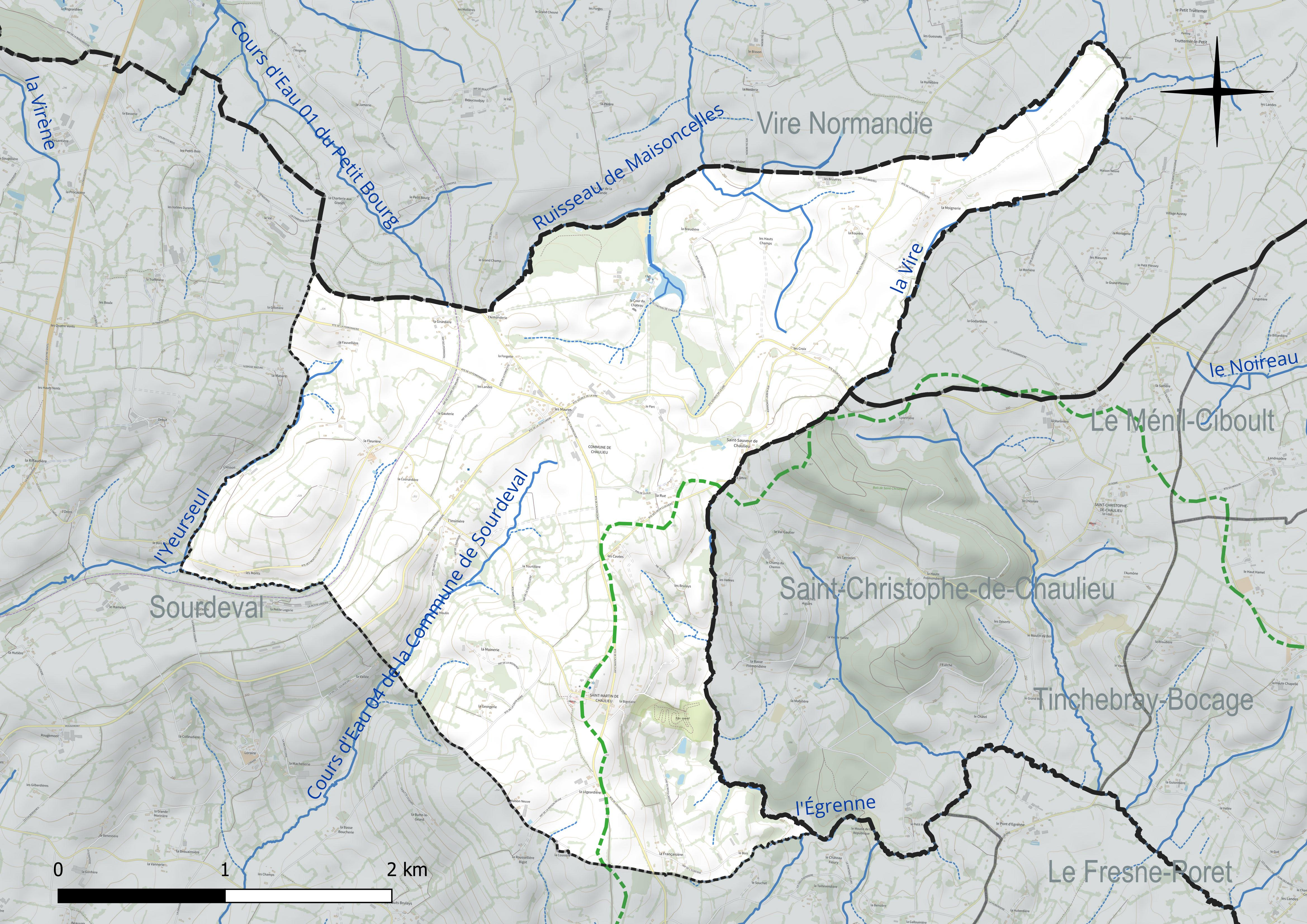
Réseau hydrographique de Chaulieu.

### Climat
Pour des articles plus généraux, voir Climat de la Normandie et Climat de la Manche.
En 2010, le climat de la commune est de type climat océanique altéré, selon une étude du CNRS s'appuyant sur une série de données couvrant la période 1971-2000. En 2020, Météo-France publie une typologie des climats de la France métropolitaine dans laquelle la commune est exposée à un climat océanique et est dans la région climatique  Normandie (Cotentin, Orne), caractérisée par une pluviométrie relativement élevée (850 mm/a) et un été frais (15,5 °C) et venté. Parallèlement le GIEC normand, un groupe régional d’experts sur le climat, différencie quant à lui, dans une étude de 2020, trois grands types de climats pour la région Normandie, nuancés à une échelle plus fine par les facteurs géographiques locaux. La commune est, selon ce zonage, exposée à un « climat contrasté des collines », correspondant au Bocage normand, bien arrosé, voire très arrosé sur les reliefs les plus exposés au flux d’ouest, et frais en raison de l’altitude.
Pour la période 1971-2000, la température annuelle moyenne est de 10 °C, avec une amplitude thermique annuelle de 13,7 °C. Le cumul annuel moyen de précipitations est de 1 174 mm, avec 15,3 jours de précipitations en janvier et 9,6 jours en juillet. Pour la période 1991-2020, la température moyenne annuelle observée sur la station météorologique la plus proche, située sur la commune de Saint-Hilaire-du-Harcouët à 24 km à vol d'oiseau, est de 11,5 °C et le cumul annuel moyen de précipitations est de 929,5 mm,. Pour l'avenir, les paramètres climatiques de la commune estimés pour 2050 selon différents scénarios d’émission de gaz à effet de serre sont consultables sur un site dédié publié par Météo-France en novembre 2022.

## Urbanisme

### Typologie
Au 1er janvier 2024, Chaulieu est catégorisée commune rurale à habitat très dispersé, selon la nouvelle grille communale de densité à sept niveaux définie par l'Insee en 2022.
Elle est située hors unité urbaine. Par ailleurs la commune fait partie de l'aire d'attraction de Vire Normandie, dont elle est une commune de la couronne,. Cette aire, qui regroupe 20 communes, est catégorisée dans les aires de moins de 50 000 habitants,.

### Occupation des sols
L'occupation des sols de la commune, telle qu'elle ressort de la base de données européenne d’occupation biophysique des sols Corine Land Cover (CLC), est marquée par l'importance des territoires agricoles (97,9 % en 2018), une proportion identique à celle de 1990 (97,9 %). La répartition détaillée en 2018 est la suivante : prairies (64,1 %), zones agricoles hétérogènes (29,2 %), terres arables (4,5 %), milieux à végétation arbustive et/ou herbacée (1,7 %), forêts (0,4 %). L'évolution de l’occupation des sols de la commune et de ses infrastructures peut être observée sur les différentes représentations cartographiques du territoire : la carte de Cassini (XVIIIe siècle), la carte d'état-major (1820-1866) et les cartes ou photos aériennes de l'IGN pour la période actuelle (1950 à aujourd'hui).

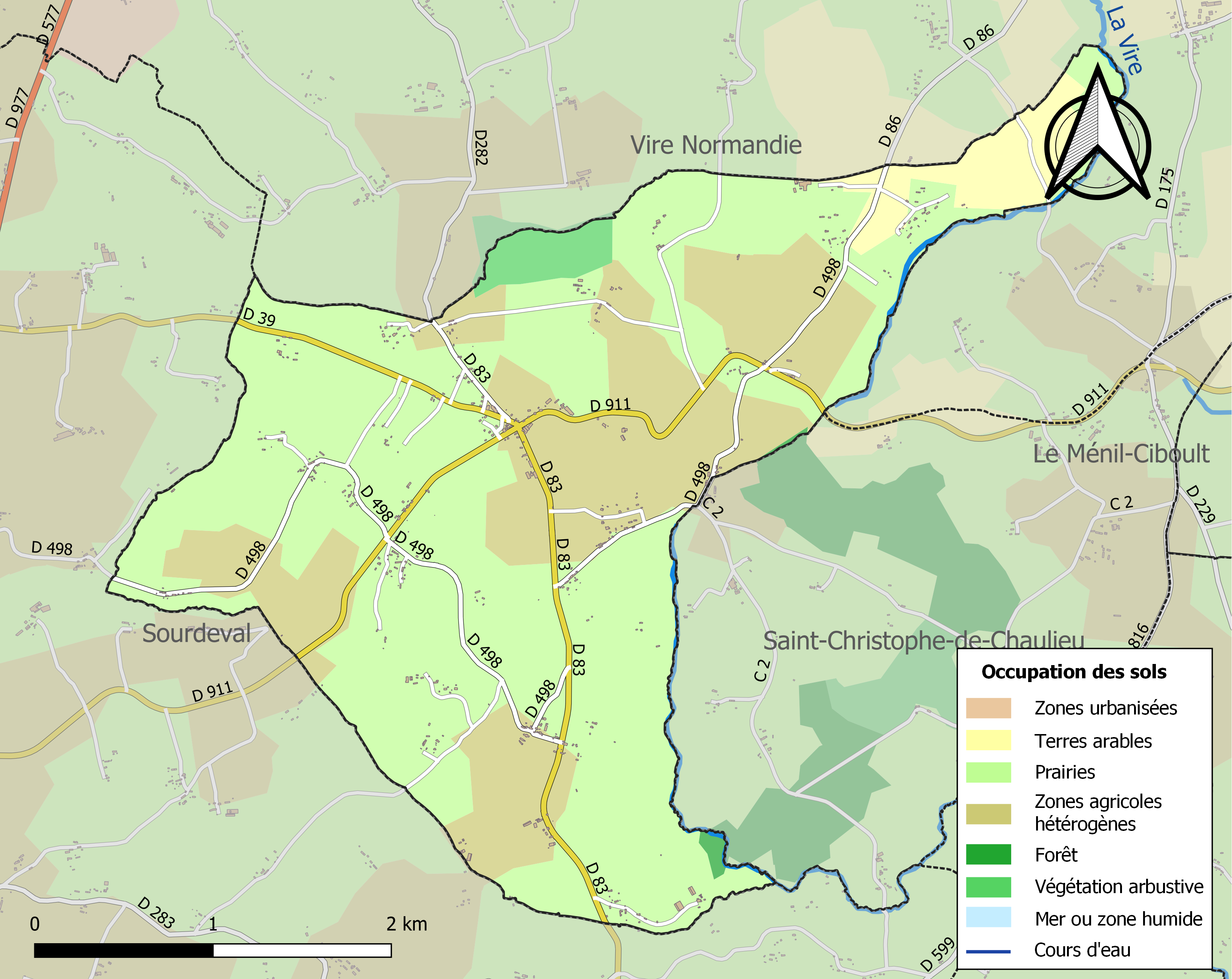
Carte des infrastructures et de l'occupation des sols de la commune en 2018 (CLC).

## Toponymie
Commune constituée en 1972 par la réunion de Saint-Martin-de-Chaulieu et de Saint-Sauveur-de-Chaulieu.
Les deux paroisses réunies étaient dédiées à Martin de Tours (Saint-Martin) et à Jésus de Nazareth (Saint-Sauveur).
Le nom de la localité est attesté sous les formes Chauleu en 1144, de Calvo Loco vers 1169, Calido Loco vers 1185, Chautleu en 1230.
L'origine du toponyme Chaulieu est incertaine. François de Beaurepaire exprime sa préférence pour la solution, « lieu chauve », sans doute conforté (implicitement) par la topographie du lieu (point culminant de la Manche). Cette explication est adoptée par Ernest Nègre. Si lieu semble bien issu du latin locus, « lieu », René Lepelley évoque deux possibilités pour chau : calvus, « chauve », ou calidus, « chaud » (évoquant une terre dont la topographie ou l'orientation l'expose au soleil).
Le gentilé est Chaulieusien.

## Histoire
En 1973, Saint-Martin-de-Chaulieu (324 habitants en 1968) et Saint-Sauveur-de-Chaulieu (70 habitants) fusionnent. La commune ainsi créée prend le nom de Chaulieu,.

## Politique et administration
| Période                                  | Période   | Identité              | Étiquette | Qualité                                              |
| ---------------------------------------- | --------- | --------------------- | --------- | ---------------------------------------------------- |
| 1972                                     | 1989      | Victor-Marcel Renault |           | Ancien maire de Saint-Martin-de-Chaulieu (1969-1972) |
| 1989                                     | mars 2001 | Bernard Lelièvre      | SE        |                                                      |
| mars 2001                                | mai 2020  | Michel Lelièvre       | SE        | Agriculteur                                          |
| mai 2020                                 | En cours  | Loïc Desdoits         | SE        | Chauffeur-livreur                                    |
| Les données manquantes sont à compléter. |           |                       |           |                                                      |

Le conseil municipal est composé de onze membres dont le maire et deux adjoints.

## Démographie
L'évolution du nombre d'habitants est connue à travers les recensements de la population effectués dans la commune depuis 1793. Pour les communes de moins de 10 000 habitants, une enquête de recensement portant sur toute la population est réalisée tous les cinq ans, les populations de référence des années intermédiaires étant quant à elles estimées par interpolation ou extrapolation. Pour la commune, le premier recensement exhaustif entrant dans le cadre du nouveau dispositif a été réalisé en 2007.
En 2022, la commune comptait 287 habitants, en évolution de −4,01 % par rapport à 2016 (Manche : −0,31 %, France hors Mayotte : +2,11 %).
Chacune des deux commune avait atteint son maximum démographique en 1836 : Saint-Martin avec 700 habitants habitants et Saint-Sauveur avec 248 habitants habitants.
| 1793 | 1800 | 1806 | 1821 | 1831 | 1836 | 1841 | 1846 | 1851 |
| ---- | ---- | ---- | ---- | ---- | ---- | ---- | ---- | ---- |
| 650  | 689  | 637  | 654  | 660  | 700  | 678  | 639  | 642  |

| 1856 | 1861 | 1866 | 1872 | 1876 | 1881 | 1886 | 1891 | 1896 |
| ---- | ---- | ---- | ---- | ---- | ---- | ---- | ---- | ---- |
| 607  | 546  | 568  | 535  | 494  | 512  | 545  | 503  | 438  |

| 1901 | 1906 | 1911 | 1921 | 1926 | 1931 | 1936 | 1946 | 1954 |
| ---- | ---- | ---- | ---- | ---- | ---- | ---- | ---- | ---- |
| 455  | 402  | 388  | 386  | 401  | 396  | 380  | 319  | 300  |

| 1962 | 1968 | 1975 | 1982 | 1990 | 1999 | 2006 | 2007 | 2012 |
| ---- | ---- | ---- | ---- | ---- | ---- | ---- | ---- | ---- |
| 308  | 324  | 357  | 280  | 278  | 271  | 279  | 280  | 297  |

| 2017 | 2022 | - | - | - | - | - | - | - |
| ---- | ---- | - | - | - | - | - | - | - |
| 295  | 287  | - | - | - | - | - | - | - |

| 1793 | 1800 | 1806 | 1821 | 1831 | 1836 | 1841 | 1846 |
| ---- | ---- | ---- | ---- | ---- | ---- | ---- | ---- |
| 210  | 203  | 212  | 217  | 233  | 248  | 245  | 230  |

| 1851 | 1856 | 1861 | 1866 | 1872 | 1876 | 1881 | 1886 |
| ---- | ---- | ---- | ---- | ---- | ---- | ---- | ---- |
| 210  | 207  | 191  | 193  | 166  | 177  | 172  | 183  |

| 1891 | 1896 | 1901 | 1906 | 1911 | 1921 | 1926 | 1931 |
| ---- | ---- | ---- | ---- | ---- | ---- | ---- | ---- |
| 180  | 174  | 183  | 164  | 145  | 109  | 107  | 107  |

| 1936 | 1946 | 1954 | 1962 | 1968 | - | - | - |
| ---- | ---- | ---- | ---- | ---- | - | - | - |
| 104  | 102  | 95   | 99   | 70   | - | - | - |

## Lieux et monuments

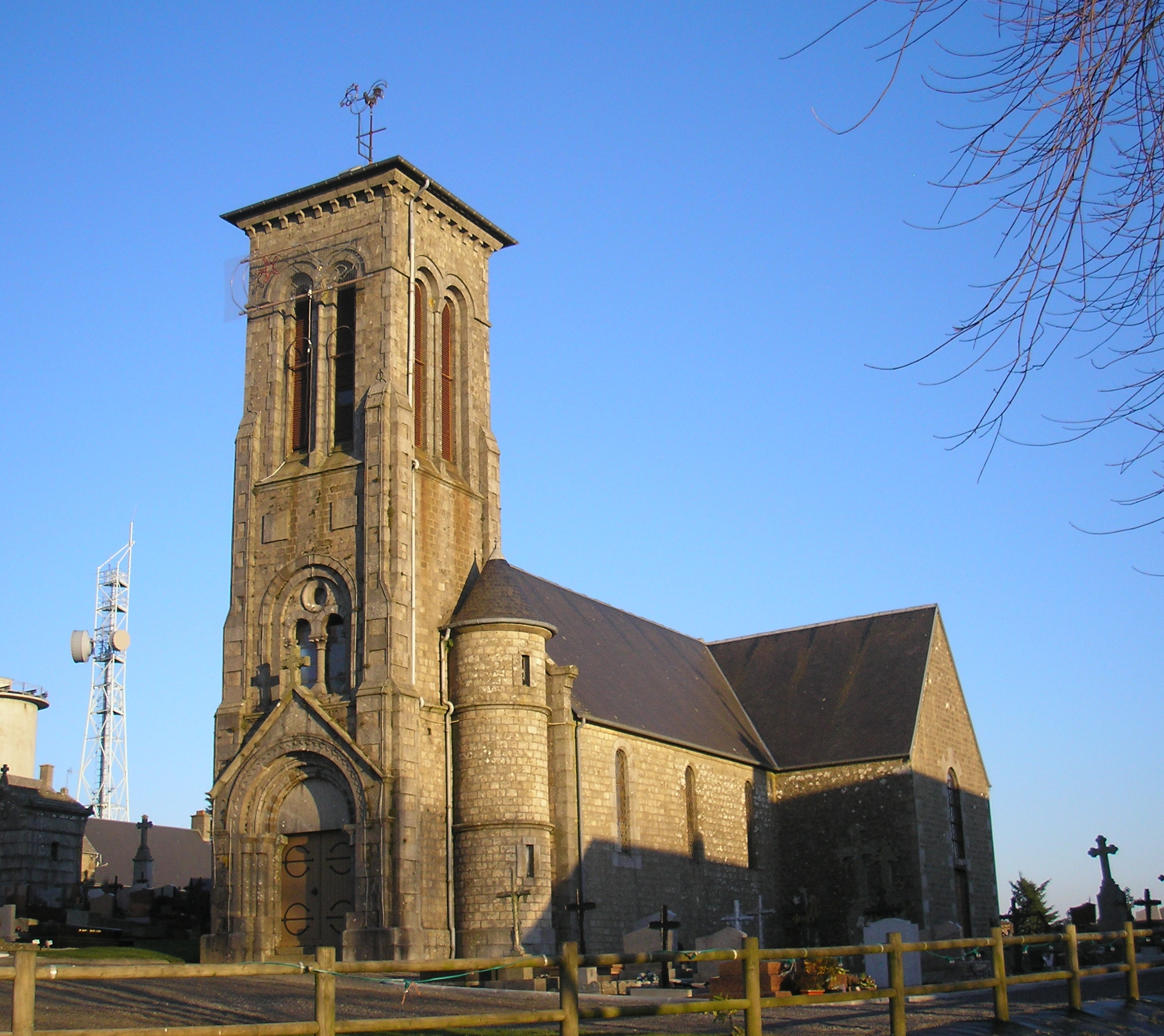
L'église de Saint-Martin.

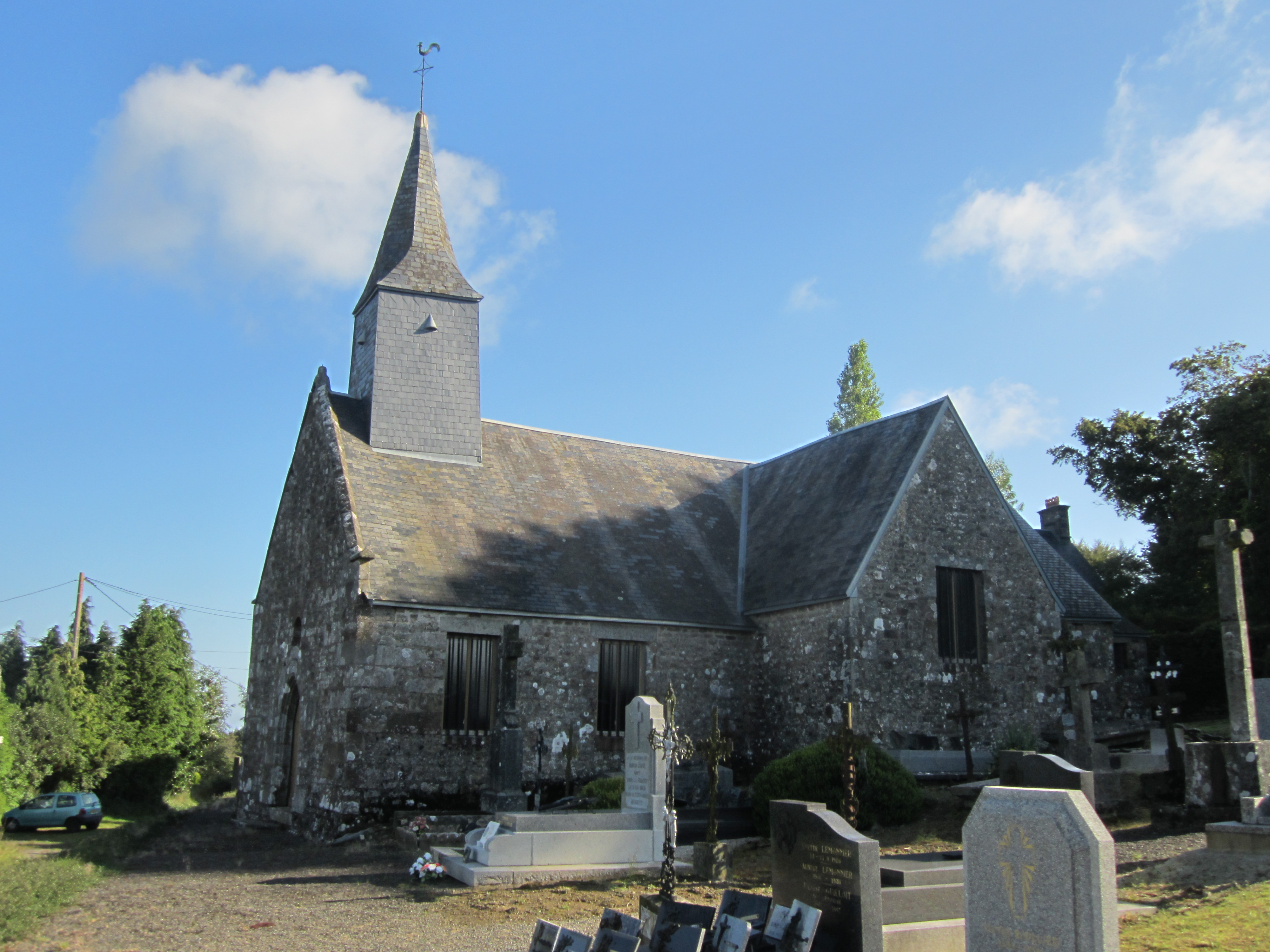
Église Saint-Sauveur de Chaulieu.

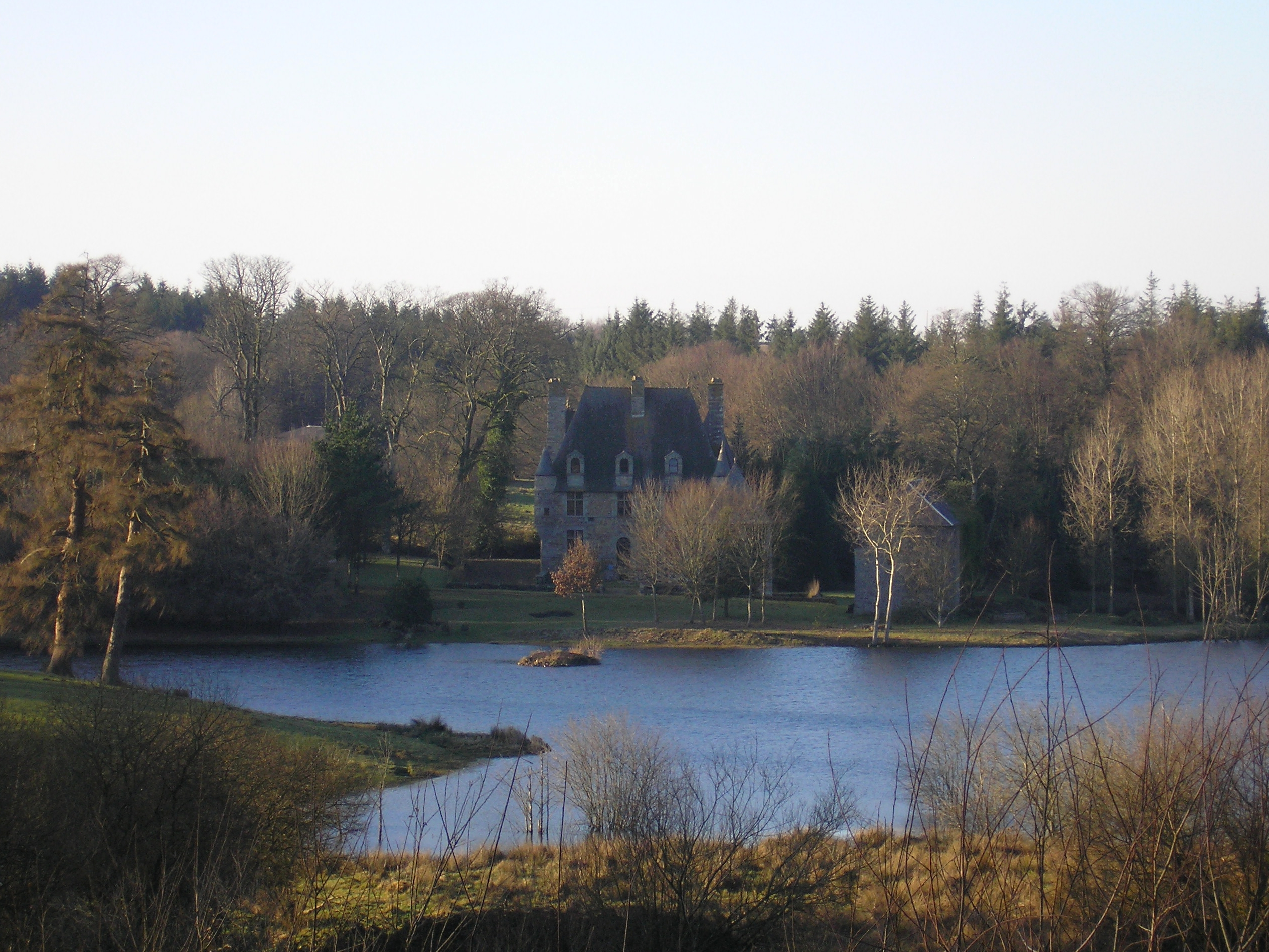
Château de Chaulieu.

- Château de Chaulieu (XVIIe – XVIIIe siècles), possession historique de la famille des Rotours, de style Renaissance au plan massé , il est inscrit au titre des monuments historiques en 1973[39], et a conservé des douves.
- Église Saint-Martin (XVIIe – XIXe siècles) de style roman. Elle abrite un autel du XVIIIe siècle.
- Église de Saint-Sauveur-de-Chaulieu (XVIIe siècle).
- Belvédère sur le point culminant du département, dans le bourg de Saint-Martin.
- Croix de chemin (1944) mémorial de la Seconde Guerre mondiale.

## Activité et manifestations
- Fête Saint-Louis en août[40].

## Personnalités liées à la commune
- Jacques des Rotours de Chaulieu (1742-1796), chevalier, maître ès arts de la faculté de Paris, et présentateur de la chapelle Saint-Maur[33].
- Louis-Jules-Auguste de Rotours de Chaulieu, capitaine, sous-préfet de Cherbourg, préfet du Finistère en 1820, et en 1823 de la Loire[33].
- Gabriel des Rotours de Chaulieu (1782-1863), sous-préfet de Dreux de 1818 à 1830, qui fut nommé président d'enquête sur le projet de chemin de fer de Falaise à Granville[33].
- Guillaume et Robert des Rotours qui, en 1928, rachètent le château à leur parent Camille de Caix de Chaulieu, propriétaire de 1894 à 1916, descendant de Hugues Antoine des Rotours de Chaulieu.